# Ruslan Nailjewitsch Chassanschin
Ruslan Nailjewitsch Chassanschin (russisch Руслан Наильевич Хасаншин; * 7. Februar 1985 in Toljatti, Russische SFSR) ist ein ehemaliger russischer Eishockeyspieler, der insgesamt 123 Spiele in der Kontinentalen Hockey-Liga absolvierte.

## Karriere
Ruslan Chassanschin begann seine Karriere als Eishockeyspieler bei Neftjanik Almetjewsk, für dessen Profimannschaft er in der Saison 1999/2000 sein Debüt in der Wysschaja Liga, der zweiten russischen Spielklasse, gab. Zur Saison 2001/02 wechselte der Angreifer zum HK Lada Toljatti, für den er in drei Spielen in der Superliga zum Einsatz kam. Beim CHL Import Draft 2002 wählte ihn Drakkar de Baie-Comeau in der ersten Runde als insgesamt 26. Spieler aus, er blieb jedoch in Russland. Die Saison 2002/03 verbrachte er ausschließlich bei Ladas Kooperationspartner ZSK WWS Samara in der Wysschaja Liga, während er in der folgenden Spielzeit parallel für Samara in der zweiten Liga und die zweite Mannschaft von Lada Toljatti in der drittklassigen Perwaja Liga auf dem Eis stand.
Von 2004 bis 2006 stand Chassanschin beim SKA Sankt Petersburg in der Superliga unter Vertrag. Zur Saison 2006/07 wechselte er zum HK MWD Twer. Nachdem der Verein nach Saisonende nach Balaschicha umgesiedelt worden war, blieb der Russe zunächst ein weiteres Jahr beim HK MWD. Von 2008 bis 2010 spielte er für Amur Chabarowsk in der neu gegründeten Kontinentalen Hockey-Liga, wobei er in der Saison 2009/10 zusammen mit Sergei Schukow zum fairsten Spieler der KHL ernannt wurde. Zur Saison 2010/11 wechselte er innerhalb der KHL zu Metallurg Nowokusnezk. Dort wurde sein Vertrag im November 2011 aufgelöst. Anschließend spielte er – abgesehen von kurzen Abstechern nach Kasachstan und Lettland – bis zu seinem Karriereende 2020 in der zweitklassigen Wysschaja Hockey-Liga.

## Erfolge und Auszeichnungen
- 2010 Fairster Spieler der KHL (gemeinsam mit Sergei Schukow)

## Statistik
(Stand: Ende der Saison 2011/12)